# Baron Wakehurst

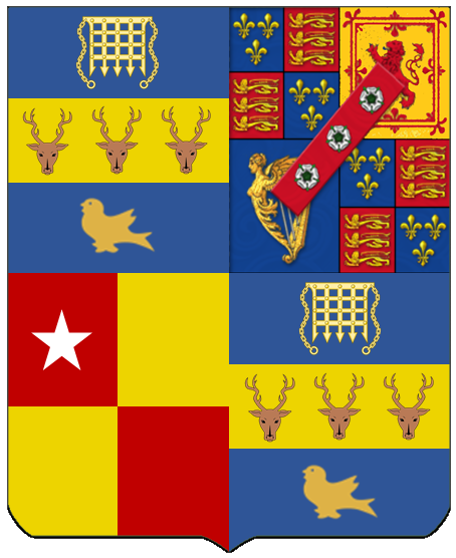
Wappen der Barone Wakehurst

Baron Wakehurst, of Ardingly in the County of Sussex, ist ein erblicher britischer Adelstitel in der Peerage of the United Kingdom.

## Verleihung
Der Titel wurde am 29. Juni 1934 für den konservativen Politiker und Chairman der Southern Railway Gerald Loder geschaffen.
Heutiger Titelinhaber ist seit 2022 sein Urenkel Timothy Loder als 4. Baron.

## Liste der Barone  Wakehurst (1934)
- Gerald Loder, 1. Baron Wakehurst (1861–1936)
- John Loder, 2. Baron Wakehurst (1895–1970)
- John Loder, 3. Baron Wakehurst (1925–2022)
- Timothy Loder, 4. Baron Wakehurst (* 1958)

Titelerbe (Heir Presumptive) ist der Cousin des aktuellen Titelinhabers, John James Loder (* 1977).